# Chiesa di Santa Maria della Consolazione (Pieve del Cairo)
La chiesa di Santa Maria della Consolazione, detta anche chiesa della Beata Vergine della Consolazione, è la parrocchiale di Pieve del Cairo, in provincia di Pavia e diocesi di Vigevano; fa parte del vicariato di Mede.

## Storia
Probabilmente l'originaria chiesa, una delle più antiche della diocesi, era già battesimale in età paleocristiana; verso l'anno mille risultava che vi fosse anche un collegio di canonici e siffatta situazione è confermata nelle Rationes decimarum, redatte tra il 1322 e il 1323.
Nel 1451 la prepositura della chiesa, allora chiamata Santa Maria de Pischariis, passò da Agostino Fornari (da poco deceduto) a Giovanni Giacomo Beccaria in seguito ad una supplica di Francesco Sforza, duca di Milano, ad Astorgio Agnesi, cardinale e arcivescovo di Benevento.
La nuova parrocchiale venne edificata nel 1518; nel 1817 papa Pio VII, con la sua bolla Beati Petri del 17 luglio e con il successivo breve Cum per nostras litteras, datato 26 settembre, aggregò la chiesa alla diocesi di Vigevano, staccandola dalla diocesi di Pavia, e nello stesso anno il vescovo Giovanni Francesco Toppia la elevò a sede di vicariato.
Nel 1845 il vescovo Forzani, compiendo la sua visita pastorale, trovò che i fedeli ammontavano a 2550 e che la parrocchiale aveva come filiali la cappella della Beata Vergine del Campanile e gli oratori di San Giovanni Battista, di San Sebastiano, della Beata Vergine Assunta nella cascina Pellegrina della Nave e di San Carlo a Messena.
Il 6 gennaio 1971 il vescovo Luigi Barbero soppresse il vicariato di Pieve del Cairo e aggregò la parrocchia alla neo-costituita zona pastorale sud ovest, mentre il 1º gennaio 1972 il vescovo Mario Rossi la assegnò al vicariato di Mede.

## Descrizione

### Esterno
La facciata a salienti della chiesa, rivolta a nordest e suddivisa da una cornice marcapiano spezzata in due registri, entrambi scanditi da paraste, presenta in quello inferiore i tre portali d'ingresso e due finestre di forma rettangolare, mentre in quello superiore, affiancato da due volute e coronato dal timpano triangolare sopra il quale sono collocate delle statue, un grande affresco e un medaglione raffigurante una scena sacra.
Annesso alla parrocchiale è il campanile a base quadrata, la cui cella presenta una monofora per lato ed è coronata dalla guglia.

### Interno
L'interno dell'edificio si compone di tre navate, separate da pilastri; qui sono conservate diverse opere di pregio, tra le quali il ciclo di affreschi raffiguranti Storie della vita della Vergine Maria, eseguiti dai fratelli Tommaso e Pietro Maria Ivaldi, la Via Crucis, realizzata sempre da Pietro Maria Ivaldi, l'organo, costruito dalla ditta bergamasca Serassi, e l'altare maggiore, consacrato nel 1872.